# Neothraupis
Neothraupis is een monotypisch geslacht van zangvogels uit de familie Thraupidae (tangaren):
- Neothraupis fasciata  – Witbandtangare